# Sängerslust-Polka
Die Sängerslust-Polka ist eine Polka-française von Johann Strauss Sohn (op. 328). Das Werk wurde am 12. Oktober 1868 (Chorversion) im Sofienbad-Saal in Wien erstmals aufgeführt. Die Uraufführung der reinen Orchesterversion fand am 15. Oktober 1868 im Kursalon des Wiener Stadtparks statt.